# Canoa/kayak ai Giochi della XXXI Olimpiade - K2 1000 metri maschile
La gara di Velocità K2, 1000 metri, per Rio 2016 si è svolta alla laguna Rodrigo de Freitas dal 17 al 18 agosto 2016. È stata vinta dalla coppia tedesca Max Rendschmidt e Marcus Groß con il tempo di 3:10.781.

## Regolamento della competizione
La competizione prevede batterie di qualificazione, due semifinali e due finali. I vincitori delle batterie di qualificazione accedono direttamente alla finale A, mentre gli altri equipaggi vengono ammessi alle semifinali. I primi tre equipaggi delle semifinali accedono poi alla finale A, nel corso della quale si compete per le medaglie. Gli equipaggi rimanenti vengono ammessi alla finale B al solo scopo di definire i piazzamenti.

## Risultati

### Batterie

#### Batteria 1
| Pos. | Atleta                              | Paese      | Tempo    | Note |
| ---- | ----------------------------------- | ---------- | -------- | ---- |
| 1    | Max Rendschmidt Marcus Groß         | Germania   | 3:19.258 | Q    |
| 2    | Erik Vlček Juraj Tarr               | Slovacchia | 3:24.728 |      |
| 3    | Tibor Hufnágel Benjámin Ceiner      | Ungheria   | 3:25.580 |      |
| 4    | Arnaud Hybois Étienne Hubert        | Francia    | 3:25.654 |      |
| 5    | Jorge Antonio Garcia Reinier Torres | Cuba       | 3:25.711 |      |
| 6    | Daniel Havel Jan Štěrba             | Rep. Ceca  | 3:53.907 |      |

#### Batteria 2
| Pos. | Atleta                             | Paese      | Tempo    | Note |
| ---- | ---------------------------------- | ---------- | -------- | ---- |
| 1    | Marko Tomićević Milenko Zorić      | Serbia     | 3:15.298 | Q    |
| 2    | Ken Wallace Lachlan Tame           | Australia  | 3:23.019 |      |
| 3    | Ričardas Nekriošius Andrej Olijnik | Lituania   | 3:24.246 |      |
| 4    | Emanuel Silva João Ribeiro         | Portogallo | 3:26.284 |      |
| 5    | Nicola Ripamonti Giulio Dressino   | Italia     | 3:30.429 |      |
| 6    | Yevgeniy Alexeyev Alexey Dergunov  | Kazakistan | 3:30.433 |      |

### Semifinali

#### Semifinale 1
| Pos. | Atleta                            | Paese      | Tempo    | Note |
| ---- | --------------------------------- | ---------- | -------- | ---- |
| 1    | Ken Wallace Lachlan Tame          | Australia  | 3:16.635 | FA   |
| 2    | Nicola Ripamonti Giulio Dressino  | Italia     | 3:17.942 | FA   |
| 3    | Tibor Hufnágel Benjámin Ceiner    | Ungheria   | 3:18.474 | FA   |
| 4    | Yevgeniy Alexeyev Alexey Dergunov | Kazakistan | 3:18.858 | FB   |
| 5    | Arnaud Hybois Étienne Hubert      | Francia    | 3:21.100 | FB   |

#### Semifinale 2
| Pos. | Atleta                              | Paese      | Tempo    | Note |
| ---- | ----------------------------------- | ---------- | -------- | ---- |
| 1    | Emanuel Silva João Ribeiro          | Portogallo | 3:18.099 | FA   |
| 2    | Ričardas Nekriošius Andrej Olijnik  | Lituania   | 3:18.526 | FA   |
| 3    | Erik Vlček Juraj Tarr               | Slovacchia | 3:19.372 | FA   |
| 4    | Daniel Havel Jan Štěrba             | Rep. Ceca  | 3:21.569 | FB   |
| 5    | Jorge Antonio Garcia Reinier Torres | Cuba       | 3:23.466 | FB   |

### Finali

#### Finale B
| Pos. | Atleta                              | Paese      | Tempo    | Note |
| ---- | ----------------------------------- | ---------- | -------- | ---- |
| 1    | Jorge Antonio Garcia Reinier Torres | Cuba       | 3:18.768 |      |
| 2    | Arnaud Hybois Étienne Hubert        | Francia    | 3:19.415 |      |
| 3    | Yevgeniy Alexeyev Alexey Dergunov   | Kazakistan | 3:20.827 |      |
| 4    | Daniel Havel Jan Štěrba             | Rep. Ceca  | 3:25.966 |      |

#### Finale A
| Pos. | Atleta                             | Paese      | Tempo    | Note |
| ---- | ---------------------------------- | ---------- | -------- | ---- |
|      | Max Rendschmidt Marcus Groß        | Germania   | 3:10.781 |      |
|      | Marko Tomićević Milenko Zorić      | Serbia     | 3:10.969 |      |
|      | Ken Wallace Lachlan Tame           | Australia  | 3:12.593 |      |
| 4    | Emanuel Silva João Ribeiro         | Portogallo | 3:12.889 |      |
| 5    | Ričardas Nekriošius Andrej Olijnik | Lituania   | 3:14.748 |      |
| 6    | Nicola Ripamonti Giulio Dressino   | Italia     | 3:14.883 |      |
| 7    | Tibor Hufnágel Benjámin Ceiner     | Ungheria   | 3:15.387 |      |
| 8    | Erik Vlček Juraj Tarr              | Slovacchia | 3:15.916 |      |